# Monty Woolley
Monty Woolley (New York, 17 agosto 1888 – Albany, 6 maggio 1963) è stato un attore statunitense.

## Biografia
Il suo vero nome era Edgar Montillion Wooley. Proveniente da una famiglia benestante, si laureò a Yale, dove in seguito avrebbe insegnato recitazione.
Popolare figura dello spettacolo americano, attivo in teatro, radio, cinema e televisione, Woolley viene ricordato soprattutto per la sua brillante interpretazione nella commedia cinematografica Il signore resta a pranzo (1942) di William Keighley, tratta dall'omonima pièce di George S. Kaufman e Moss Hart, che lo stesso attore aveva interpretato con successo a Broadway qualche anno prima.
Inoltre fu candidato all'Oscar come migliore attore protagonista per The Pied Piper (1942) di Irving Pichel e all'Oscar come migliore attore non protagonista per Da quando te ne andasti 1944) di John Cromwell.
Apertamente omosessuale, era un intimo amico di Cole Porter.

## Filmografia

### Cinema
- Ragazze innamorate (Ladies in Love), regia di Edward H. Griffith (1936) (non accreditato)
- Vivi, ama e impara (Live, Love and Learn), regia di George Fitzmaurice (1937)
- Nulla sul serio (Nothing Sacred), regia di William A. Wellman (1937) (non accreditato)
- Viva l'allegria (Everybody Sing), regia di Edwin L. Marin (1938)
- La città dell'oro (The Girl of the Golden West), regia di Robert Z. Leonard (1938)
- Dopo Arsenio Lupin (Arsène Lupin Returns), regia di George Fitzmaurice (1938)
- The Forgotten Step, regia di Leslie Fenton (1938)
- Tre camerati (Three Comrades), regia di Frank Borzage (1938)
- Lord Jeff, regia di Sam Wood (1938)
- Vacation from Love, regia di George Fitzmaurice (1938) (non accreditato)
- Il giovane dottor Kildare (Young Dr. Kildare), regia di Harold S. Bucquet (1938)
- Artists and Models Abroad, regia di Mitchell Leisen (1938)
- Zazà (Zaza), regia di George Cukor (1939)
- La signora di mezzanotte (Midnight), regia di Mitchell Leisen (1939)
- Tira a campare! (Never Say Die), regia di Elliott Nugent (1939)
- Man About Town, regia di Mark Sandrich (1939)
- Honeymoon in Bali, regia di Edward H. Griffith (1939) (non accreditato)
- Dancing Co-Ed, regia di S. Sylvan Simon (1939)
- See Your Doctor, regia di Basil Wrangell (1939) (non accreditato)
- Il signore resta a pranzo (The Man Who Came to Dinner), regia di William Keighley (1942)
- The Pied Piper, regia di Irving Pichel (1942)
- Life Begins at Eight-Thirty, regia di Irving Pichel (1942)
- Marito a sorpresa (Holy Matrimony), regia di John M. Stahl (1943)
- Da quando te ne andasti (Since You Went Away), regia di John Cromwell (1944)
- Irish Eyes Are Smiling, regia di Gregory Ratoff (1944)
- Molly and Me, regia di Lewis Seiler (1945)
- Notte e dì (Night and Day), regia di Michael Curtiz (1946)
- La moglie del vescovo (The Bishop's Wife), regia di Henry Koster (1947)
- I cari parenti (Miss Tatlock's Millions), regia di Richard Haydn (1948)
- L'affascinante bugiardo (As Young as You Feel), regia di Harmon Jones (1951)
- Uno straniero tra gli angeli (Kismet), regia di Vincente Minnelli (1955)

### Televisione
- The Best of Broadway - serie TV, episodio 1x02 (1954)
- Five Fingers - serie TV, episodio 1x05 (1959)

## Doppiatori italiani
- Mario Besesti in Da quando te ne andasti, I cari parenti
- Corrado Racca in Notte e dì
- Bruno Alessandro in Il signore resta a pranzo (ridoppiaggio)
- Arturo Dominici in La moglie del vescovo (ridoppiaggio)

## Riconoscimenti
- Premi Oscar 1943 – Candidatura all'Oscar al miglior attore per The Pied Piper
- Premi Oscar 1945 – Candidatura all'Oscar al miglior attore non protagonista per Da quando te ne andasti